# Хундхауптен
Хундхауптен (нем. Hundhaupten) — община в Германии, в земле Тюрингия. 
Входит в состав района Грайц. Подчиняется управлению Мюнхенбернсдорф.  Население составляет 363 человека (на 31 декабря 2010 года). Занимает площадь 7,81 км².